# Вулиця Єдності (Марганець)
Вулиця Єдності — центральна вулиця Марганця.
Вулиця має напрям з півдня на північ; до Київської вулиці вулиця йде угору; після Київської вулиці вулиця рівнинна; проходить від торгового центру міста (універмаг й базар) через адміністративний центр (виконком) до транспортного центру (залізничний вокзал й автостанція).
Довжина вулиці — 3600 м.
Автомобільний шлях Т-0435 Вищетарасівка-Марганець-Дмитрівка-Голубівка звертає з Каховської вулиці, простує вулицею Єдності до переходу праворуч на Київську вулицю.

## Історія
До перейменування 2016 року за законом про декомунізацію вулиця називалася Радянська.

## Перехресні вулиці
- Каховська вулиця,
- Крута вулиця,
- Солов'їна вулиця,
- Київська вулиця,
- Травнева вулиця,
- вулиця Тичини,
- вулиця Олега Кошового,
- Соборна вулиця,
- Набережний узвіз,
- вулиця Перемоги,
- вулиця Маяковського,
- вулиця Миру,
- провулок Гірників,
- вулиця Гірників,
- вулиця Маяковського,
- Райдужна вулиця,
- вулиця Гагаріна,
- вулиця Гідності,

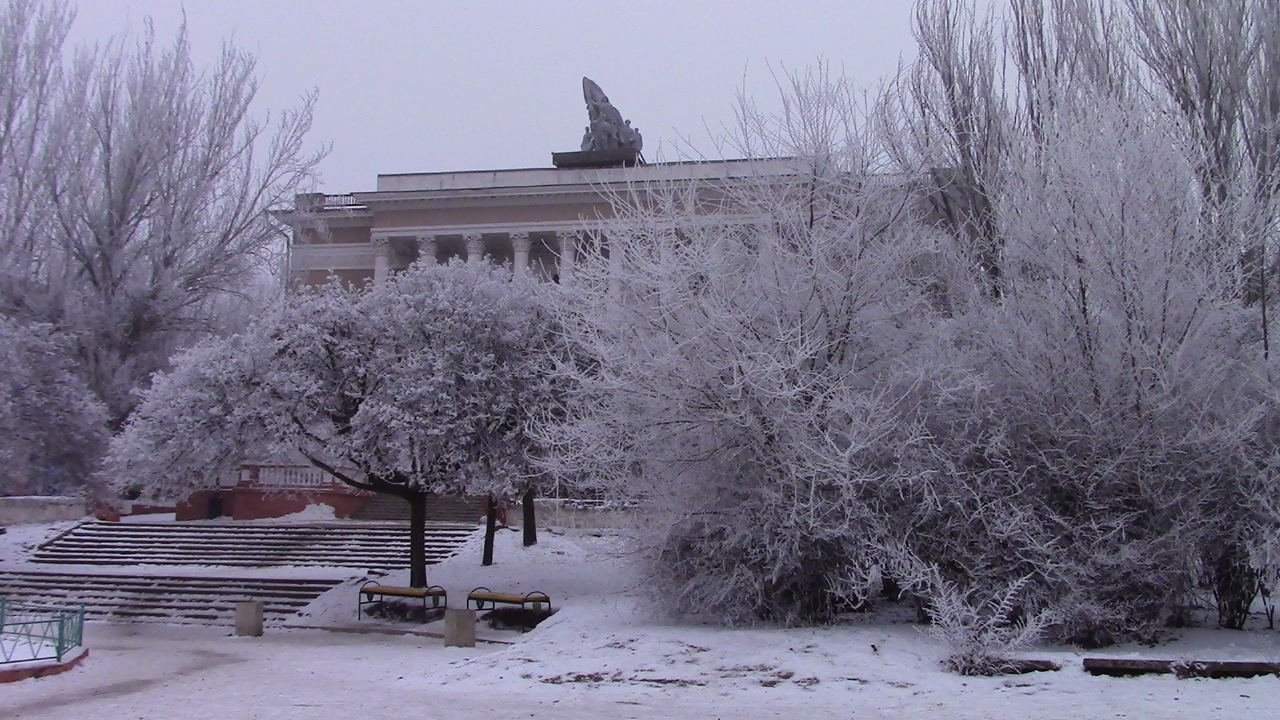
Центральна площа Марганця на вулиці Єдності узимку

- Привокзальна площа (Базарна вулиця).

## Будівлі

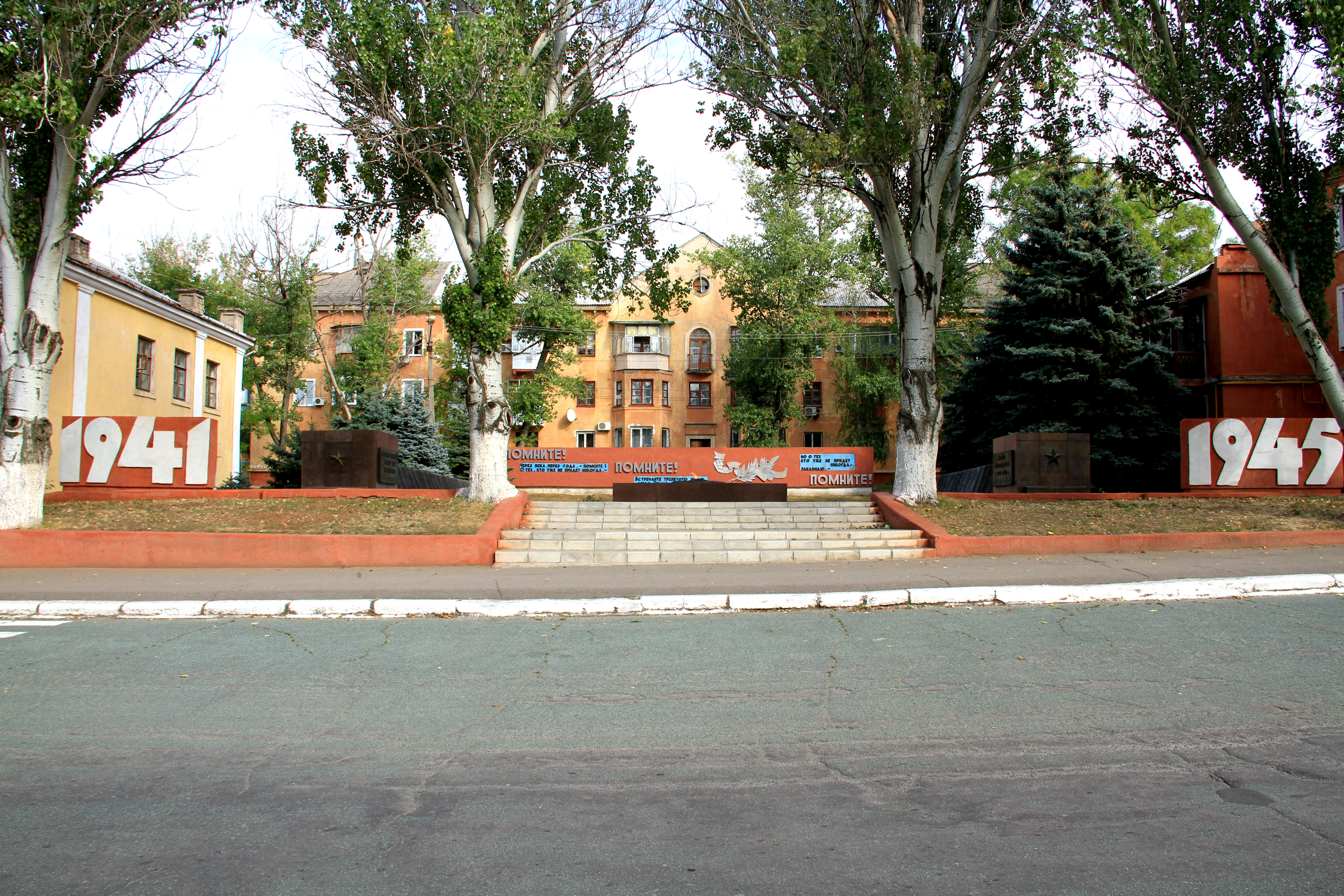
Меморіальний комплекс на вулиці Єдності № 64-66 з 3 спільних й 1 одноосібної могил, де поховано 134 радянських партизанів, що загинули під час німецько-радянської війни з серпня 1941 до лютого 1944 років.

- № 13 — Марганецький міський відділ Управління ДАІ у Дніпропетровській області,
- № 21, 23 — Центральний ринок Марганцю,
- № 25 — українська пошта 53407,
- № 50 — Універмаг «Борисфен» та «АТБ»
- № 29а — Марганецька міська рада,
- Сквер імені Т. Г. Шевченка
- № 31А — ДЮСШ № 2,
- № 37 — харизматична церква «Нове Покоління»,
- № 39 — Марганецький центральний стадіон,
- № 41 — Марганецький професійний ліцей,
- № 42 — Музична школа,
- № 45 — Дитячий садок № 2 «Кульбаба»,
- № 60 — Адміністративна будівля,
- № 62 — Управління Марганецького ГЗК,
- № 65а — середня школа № 12,
- № 68 — адміністративна будівля ПАТ «Марганецький гірничозбагачувальний комбінат»,
- № 74 — гуртожиток,
- № 80 — Нова пошта № 2,
- № 86 — клуб «Дніпро»,
- № 88 — гуртожиток,
- № 162 — правління Марганецького рудо-ремонтного заводу,
- № 170 — поштове відділення 53401,
- № 192 — залізнична станція Марганець.